# 아스투리아스어
아스투리아스어(아스투리아스어: asturianu, 스페인어: asturiano 아스투리아노[*])는 스페인의 아스투리아스 지방에서 쓰이는 인도유럽어족에 속하는 로망스어군에 속하는 언어이다.
이베리아 반도 지역에서 사용되고 있는 카스티야어(스페인어), 카탈루냐어, 갈리시아어 및 포르투갈어, 여기에 프랑스어, 이탈리아어, 루마니아어와 마찬가지로, 속라틴어에서 변천되어온 로망스어군의 한 언어이다. 카스티야어에서 파생된 언어가 아님에도 불구하고, 현재 카스티야어의 방언 취급을 받는 경우가 있다. 현재 아스투리아스 지방에서는 자치정부의 법률에 근거하여 보호되고 있으며, 학교에서 학습 선택이 가능한 언어로 되어 있다. 아스투리아스어와 카스티야어 사이에는 양층언어 현상, 즉 가까운 언어간의 사회적 충돌이 존재한다.

## 분류
카스티야이레온주의 레온 및 사모라의 일부 지역에서 사용되고 있는 아스투리아스어 계통의 언어를 레온어 （el llionés）라 부르며, 아스투리아스어 및 레온어를 묶어 '아스투리아스레온어'라 부른다. 또한 엑스트레마두라주 북서부에서 사용되는 에스트레마두라어 및 칸타브리아주 서부에서 사용되는 칸타브리아어(el cántabru, el montañés) 또한 같은 계통의 언어로 묶을 수 있다. 여기에 포르투갈 영내의 세 지역에서도 같은 계통의 언어가 사용되고 있으며, 그 가운데 미란다 도 도우로(en:Miranda do Douro) 지역에서 사용되는 언어는 '미란다어'로 불리며 2000년에 포르투갈의 공용어로 제정되었다.
한편, 프랑코 정권 하에서 연구를 이어온 스페인 언어학계에서는, 이들 언어를 '언어'로는 인정하나 스페인어의 하부 변형(방언)으로의 취급에 관해 논란이 있다. 미란다어에 대해서는 스페인에서는 아스투리아스레온어의 하부 변형으로 취급하는 경우가 많다. 포르투갈의 언어학계에서는 현대 아스투리아스어 및 레온어가 스페인어의 영향하에 있는것에 대해 미란다어는 포르투갈어의 영향을 받고 있어 가까운 별도의 언어로 분류한다. 이들 언어들을 하나의 총칭으로 '아스투리아스레온어'로 부를지에 대해서는 주의가 필요하다. 이상의 언어들 가운데, 미란다어가 유일하게 공용어로 지정되어 있다.

## 문법
아스투리아스어의 특징이자 다른 로망스어와 다른 두드러진 차이점으로 여겨지는 부분은, 형용사에 중성형이 존재한다는 점이다. 중성형 형용사에는 복수형이 존재하지 않는다. 또한 접속법 및 직설법의 어형이 동일하여, 접속법이 실질적으로 없는 것으로 취급 가능한 것 또한 특징으로 들 수 있다.
인접한 갈리시아어와 마찬가지로, 조동사를 이용한 복합완료 시제가 존재하지 않는다. 또한 갈리시아어 이상으로 축약형이 많다는 점 또한 특징으로 들 수 있다.

## 음운

### 모음
카스티야어와 마찬가지로 아스투리아스어는 5모음체계이다. 역사적으로 보면 라틴어에서 강세가 있는 단모음 e와 o가 단어의 어느 위치에서도 이중모음으로 변화했다. 이에 반해 갈리시아어는 이중모음화 없이 7모음 체계를 유지하고 있으며, 이 부분이 아스투리아스 서부 지방에서 아스투리아스어와 갈리시아어를 구분하는 결정적인 점이라 할 수 있다.
예를 들어 라틴어 ferrum(철)은 아스투리아스어에서 fierro (갈리시아어에서는 ferro, 카스티야어(스페인어)에서는 hierro)로, 라틴어 porta(문)는 아스투리아스어에서 puerta (갈리시아어에서는 porta, 카스티야어에서는 puerta)로 변천했다. 이중모음화에서 아스투리아스어와 카스티야어의 차이는, 아스투리아스어는 단어의 어느 위치에서도 이중모음화가 발생했다는 점이다. 예를 들어 라틴어 동사 sum(~이다, 영어의 be)은 아스투리아스어에서 est -> yes['jes], erat -> yera ['jera], 카스티야어에서는 est -> es, era 로 변천했다.
|        | 전설 모음 | 중설 모음 | 후설 모음 |
| ------ | --------- | --------- | --------- |
| 고모음 | i         |           | u         |
| 중모음 | e         |           | o         |
| 저모음 |           | a         |           |

### 자음
|                |        | 순음 | 치음 | 치경음 | 경구개음 | 연구개음 |
| -------------- | ------ | ---- | ---- | ------ | -------- | -------- |
| 파열음/ 파찰음 | 무성음 | p    | t    | t      | tʃ ~ ç   | k        |
| 파열음/ 파찰음 | 유성음 | b    | d    | d      | dʒ ~ ʝ   | ɡ        |
| 마찰음         | 마찰음 | f    | θ    | s      | ʃ        |          |
| 비음           | 비음   | m    |      | n      | ɲ        |          |
| 설측음         | 설측음 |      |      | l      | ʎ        |          |
| 전동음         | 전동음 |      |      | r      |          |          |
| 탄음           | 탄음   |      |      | ɾ      |          |          |

## 같이 보기
- 레온 방언
- 미란다어
- 에스트레마두라어